# Luka (Srebrenica)
Luka är en ort i Bosnien och Hercegovina. Den ligger i entiteten Republika Srpska, i den östra delen av landet, 70 km öster om huvudstaden Sarajevo. Luka ligger 735 meter över havet och antalet invånare är 287.
Terrängen runt Luka är kuperad norrut, men söderut är den bergig.Runt Luka är det ganska tätbefolkat, med 72 invånare per kvadratkilometer.. Närmaste större samhälle är Srebrenica, 15,9 km norr om Luka.
I omgivningarna runt Luka växer i huvudsak blandskog.